# Rifugio Don Zio
Das Rifugio Don Zio, vollständiger Name Rifugio “Don Zio Pisoni” al Monte Casale, ist eine Schutzhütte der Sektion Toblino-Pietramurata der Società degli Alpinisti Tridentini (SAT) in den Gardaseebergen im Trentino. Die Hütte wird in der Regel von Ende April bis Anfang November durchgehend bewirtschaftet. Sie verfügt über 14 Schlafplätze und hat einen Winterraum für zwei Personen.

## Lage und Umgebung
Die Schutzhütte liegt oberhalb des Lomaso in den Äußeren Judikarien am östlichen Rand des UNESCO-Biosphärenreservats Ledroalpen und Judikarien. Sie wurde auf einer Höhe von 1590 m s.l.m. auf dem Gipfelplateau des Monte Casale nur wenige hundert Meter nordwestlich des Gipfels errichtet. An der Hütte führt der Fernwanderweg Garda-Brenta vorbei.

## Geschichte
Die Schutzhütte entstand aus einer 1965 errichteten einfachen Holzhütte, die von Freiwilligen der Sektion Pietramurata der SAT in ein gemauertes Schutzhaus umgebaut wurde. Das Rifugio wurde im August 1972 eingeweiht und der SAT-Zentrale in Trient übergeben. Gewidmet ist es dem Gymnasiallehrer und Katechisten Don Vittorio Pisoni, bekannt unter dem Namen „Don Zio“.
1993 verlor das Haus seinen Status als Schutzhütte, nachdem keine durchgehende Bewirtschaftung zu den gesetzlich vorgeschriebenen Öffnungszeiten im Sommer gewährleistet werden konnte. In der Folge wurde die Hütte von Freiwilligen der SAT meist nur an Wochenenden mit Gaststättenbetrieb offen gehalten. Nicht mehr der Norm entsprechende Brandschutzeinrichtungen und Sanitäranlagen machten 2019 eine vollständige Schließung nötig. Im Frühjahr 2023 wurde der Bau den Vorschriften gemäß renoviert und im gleichen Jahr, nun wieder als alpine Schutzhütte klassifiziert, neu eröffnet.

## Zugänge
- Von Comano, 660 m ⊙ auf Weg 411 in 3 Stunden
- Von Pietramurata – Ponte del Gobbo, 255 m ⊙ auf Weg 427 in 5 Stunden
- Von Pietramurata, 256 m ⊙ auf Weg 426 (Ferrata del Rampin), 408, 411 in 5 Stunden

## Übergänge und Nachbarhütten
- Nach San Giovanni in Monte, 1061 m ⊙ auf Weg 411, 408 in 2 Stunden 40 Minuten